# Museu Mineiro
O Museu Mineiro é um museu brasileiro localizado na cidade de Belo Horizonte, Minas Gerais.

## História
Foi inaugurado no dia 10 de maio de 1982, no local do antigo Senado Mineiro, e atualmente integra o projeto Circuito Cultural Praça da Liberdade.
O museu tem sua origem no Arquivo Público Mineiro, criado em 1895 pela Lei nº 126. O artigo 2º da referida lei deixava clara a intenção de se criar um museu, a partir do recolhimento e classificação, em sala especial, dos "quadros e estátuas, mobílias, gravuras, estofos, bordados, rendas, armas, objetos de ourivesaria, baixos-relevos, esmaltes, obras de cerâmica e quaisquer manifestações da arte no Estado, desde que tenham valor propriamente artístico ou histórico."
Quinze anos mais tarde, em 1910, a instituição se tornou responsável pelas seções de História Natural, Etnografia e Antiguidades Históricas, reunindo o acervo relacionado à história de Minas nos três períodos – da Capitania, da Província e do Estado.
Seu acervo de 2.600 peças reúne arte sacra mineira, pinturas, documentos e objetos de valor histórico. Atualmente integram o acervo 36 coleções oriundas de diversas instituições e de particulares, entre as quais se encontram quadros e esculturas, peças de arte sacra e de mobiliário, utensílios domésticos e objetos de uso pessoal, instrumentos de trabalho e de castigo, insígnias e armarias, entre outros.
O prédio do museu, do final do século XIX, foi construído originalmente para ser a residência do Secretário da Agricultura do Estado, por ocasião da mudança da capital de Ouro Preto para Belo Horizonte, dentro do plano da Comissão Construtora da Nova Capital. Posteriormente serviu ainda como sede do extinto Senado Mineiro - o Senadinho - de 1905 a 1930, e à Pagadoria Geral do Estado, depois Inspetoria Geral de Finanças, até o ano de 1977, quando foi autorizada a instalação do Museu Mineiro.
Muitos colégios já visitaram o Museu Mineiro, ele foi definido como o museu mais visitado até a metade do ano de 2012.